# Atomic Simao
Atomic Simao — український психоделік спейс-рок та ейсід-джаз гурт, що створив 2010 року Георгій Вальчук у Києві.
Якийсь час гурт базувався у Харкові, але у липні 2012 повернувся до столиці. Георгій довго шукав відповідних музикантів і це стало причиною дуже великого потоку людей, що пройшли через гурт на початку його існування.
Назва гурту зародилася випадково, в поїзді Київ — Феодосія по дорозі в Коктебель.

## Історія
У жовтні 2012 року Atomic Simao зібралися у харківській студії Dribben Indie Records та записали свій дебютний альбом  назвою «Nōdo» (у перекладі з японської — «сосредоточення», «концентрація»).
2014 року музиканти отримали статус «Відкриття року» на фестивалі «Джаз Коктебель».
2016 року вийшов альбом «ECHO», що став найкращим українським лонгплеєм-2016 за версією Karabas LIVE. Альбом записувався у 2014 році в Харкові, але потім по ряду причин музиканти переписали його 2015 у Києві.
30 квітня 2017 року гурт переміг у національному відбору на європейську сцену музичного фестивалю Sziget.
2019 року вийшов альбом «Levitation Loom Four»
2020 року гурт разом з іншими учасниками проєкту «Звуки Чорнобиля» відвідав зону відчуження. Свої враження і рефлексію щодо катастрофи вони вклали в напружену інструментальну композицію «Ghost City».

## Стиль
Музиканти грають джаз, натхненний психоделічною музикою 60-х років. У піснях Atomic Simao вчувається вплив King Crimson, Pink Floyd та інших корифеїв рок-олдскулу.

## Склад
- Георгій Вальчук — ударні
- Віктор Жуков — гітара
- Микита Гавриленко — бас
- Андрій Волков — клавішні, семпли
- Микола Шостов — саксофон

## Дискографія
- 2013 — Nōdo
- 2013 — Sphyro
- 2015 — Poly
- 2016 — ECHO
- 2019 — Levitation Loom Four[12]